# エバーグレーズ地域のインディアン
エバーグレーズ地域のインディアン（エバーグレーズちいきのインディアン、英: Indigenous people of the Everglades region）は、今から約14,000年から15,000年前に、恐らくは大型動物を追いながら、現在のアメリカ合衆国のフロリダ半島に到着した。パレオ・インディアンと呼ばれるこれらの人々は、乾燥に耐え得る植物の藪が広がるプレーリーに適応できる動物が生息する、乾燥したこの地に住み着いた。フロリダでは11,000年ほど前に大型動物が絶滅した。約6,500年前に気候変動が起こり、この地は雨量が増えて湿潤になった。パレオ・インディアンは少しずつ新しい気象条件に適応していった。考古学者は、パレオ・インディアンが新しい気象条件に適応して生んだ文化をアーケイック人文化と呼んでいる。アーケイック人はそれ以前にこの地に住み着いていたパレオ・インディアンよりもうまくこの地の環境変化に対応し、もっていた資源から多くの道具を作り出した。約5,000年前、気候が再度変動してオキーチョビー湖が定期的に洪水を起こし、エバーグレーズの生態系ができあがった。
カリブ海や南アメリカに発するアラワク族の流れをくむタイノ族の祖先である、カルーサ族とテケスタ族という2つの部族が、アーケイック人文化からこの地域に現れた。これらの人々に関する最も早い記録はスペイン人探検家によるものであり、彼らを改宗させ征服しようとしていた。彼らは複雑な社会に住んでいたが、その存在したという証拠は今日ほとんど残っていない。カルーサ族の方が人口や政治的な構造でも強力だった。その領土は現在のフォートマイヤーズを中心に、北はタンパまで、東はオキーチョビー湖に、南はフロリダキーズにまで及んでいた。テケスタ族はフロリダ半島の南東部海岸、今日のビスケイン湾とマイアミ川となっている所の周りに住んでいた。どちらの社会もエバーグレーズ地域の様々な生態系にうまく適応していた。かれらはエバーグレーズの中心部まで行くことも多かったが、その中に住むことはほとんど無かった。
スペイン人との関わりができて210年以上経った後、インディアンの両部族は結束を失った。公式記録に拠れば、戦争と疫病を生き残った者達は18世紀後半にハバナに移されたことになっている。孤立した集団はセミノール族の社会に同化した。セミノール族とは、クリーク族インディアンのバンドが、フロリダにいた先コロンブス期社会で生き残っていた構成員を独自の部族に統合して、北フロリダで1つの部族となったものだった。セミノール族は1835年から1842年まで続いたセミノール戦争の間に、アメリカ軍からエバーグレーズの方向に追われた。アメリカ軍がこの地域でセミノール族を追った時に、地域の大半を初めて探検した記録の幾らかが生まれた。セミノール族はエバーグレーズ地域に住み続け、州全体にある6か所の居留地に作ったカジノのギャンブル収入で自立してきた。

## 先史時代の部族
| 時代名                       | 年代                                                              |
| ---------------------------- | ----------------------------------------------------------------- |
| パレオ・インディアン         | 紀元前10,000年–7,000 年                                           |
| アーケイック: 初期 中期 後期 | 紀元前7,000年–5,000年 紀元前5,000年–3,000年 紀元前3,000年–1,500年 |
| 遷移期                       | 紀元前1,500年–500年                                               |
| グレード I                   | 紀元前500年–西暦800年                                             |
| グレード II                  | 800年–1200年                                                      |
| グレード III                 | 1200年–1566年                                                     |
| 有史時代                     | 1566年–1763年                                                     |

人類が最初にフロリダ半島に住んだのは約14,000年から15,000年前のことであり、今とは全く異なる様相をしていた。半島の西海岸は現在の位置よりも約100マイル (160 km) 西にあった。大きな砂丘が横たわり、乾燥した地域に特有のあたりを吹き払う風が吹き、花粉のサンプルを分析すると緑はオークの小さな林と低木の藪に限られていた。地球上の最終氷河が後退すると、風速が弱まり、植物が増えて多様になった。パレオ・インディアンの食料には小さな植物や野生動物が入手できていた。動物としては剣歯虎、地上性ナマケモノ、メガネグマがいた。更新世の巨型動物類は11,000年前頃に死に絶えた。6,500年ほど前、フロリダの気候は完新世の気候最温暖期にあって再度変化し、雨量が増えた。パレオ・インディアンは宿営地で多くの時間を過ごし、水源の間を移動する時間が少なくなった。
生き残っていったパレオ・インディアンは現在フロリダ半島のアーケイック人として知られている。彼らは大型動物のほとんどが居なくなった後で、小さな動物や魚に依存する、主に狩猟採集型の部族となった。その先祖よりも植物への依存度が上がった。変動する気候に適応でき、その結果として生じる動物や植物の個体数変化にも対応できた。
アーケイック初期が始まった頃に長期間の旱魃が始まり、それがアーケイック中期まで続いた。この半島全体で人口は減少したが、道具を使用することはこの時代に大きく増加した。この時代の人々が使っていた人工物には、石や骨を加工したドリル、ナイフ、鉈、アトラトル（投槍器）、錐（きり）があった。
アーケイック後期、気候は再度雨が多くなり、紀元前3000年頃までに地下水面が上昇し、人口が増加した。文化面の発展も起きた。フロリダのインディアンは3つの似ているがはっきり特徴ある文化を形成した。すなわち、オキーチョビー、カルーサハッチー、グレイズの各文化であり、その部族の領土の中心とする水域の名前を採っていた。
グレイズ文化は貝塚で発見されたものに基づいて3つの時代に分割できる。1947年、考古学者のジョン・ゴッギンが貝塚を検査したあとに3つの時代を説明した。1つはメイトキュームで発掘し、もう1つは現在のネイプルズに近いゴードンパス、3番目は現在のベルグレードに近いオキーチョビー湖南で発掘した。グレードI文化は紀元前500年から西暦800年まで続き、明らかにゴードンパスを中心とし、人工物がまだ少ないので、それほど文化的には進んでいないと考えられる。見つけられた物は主に土器であり、ザラザラとして平板である。グレードIIの時代は西暦800年に文化的に発達したものが見られるようになり、より装飾の多い土器、南フロリダの全体で道具を多用し、埋葬場所で宗教に関わる人工物が出土しているのが特徴である。西暦1200年までに、グレードIIIの文化はその発展の高みに達していた。土器はその装飾の種類で分類できるほど装飾的になっていた。さらに重要なことは、貝殻でできた宗教的装飾品の発展を通じて文化の拡大が証拠づけられており、埋葬の儀式に関して大きな土盛り工作物を建設していた。グレードIII文化からエバーグレーズ地域の中や近くに住んだ2つの異なる部族、すなわちカルーサ族とテケスタ族が発展した。

## カルーサ族

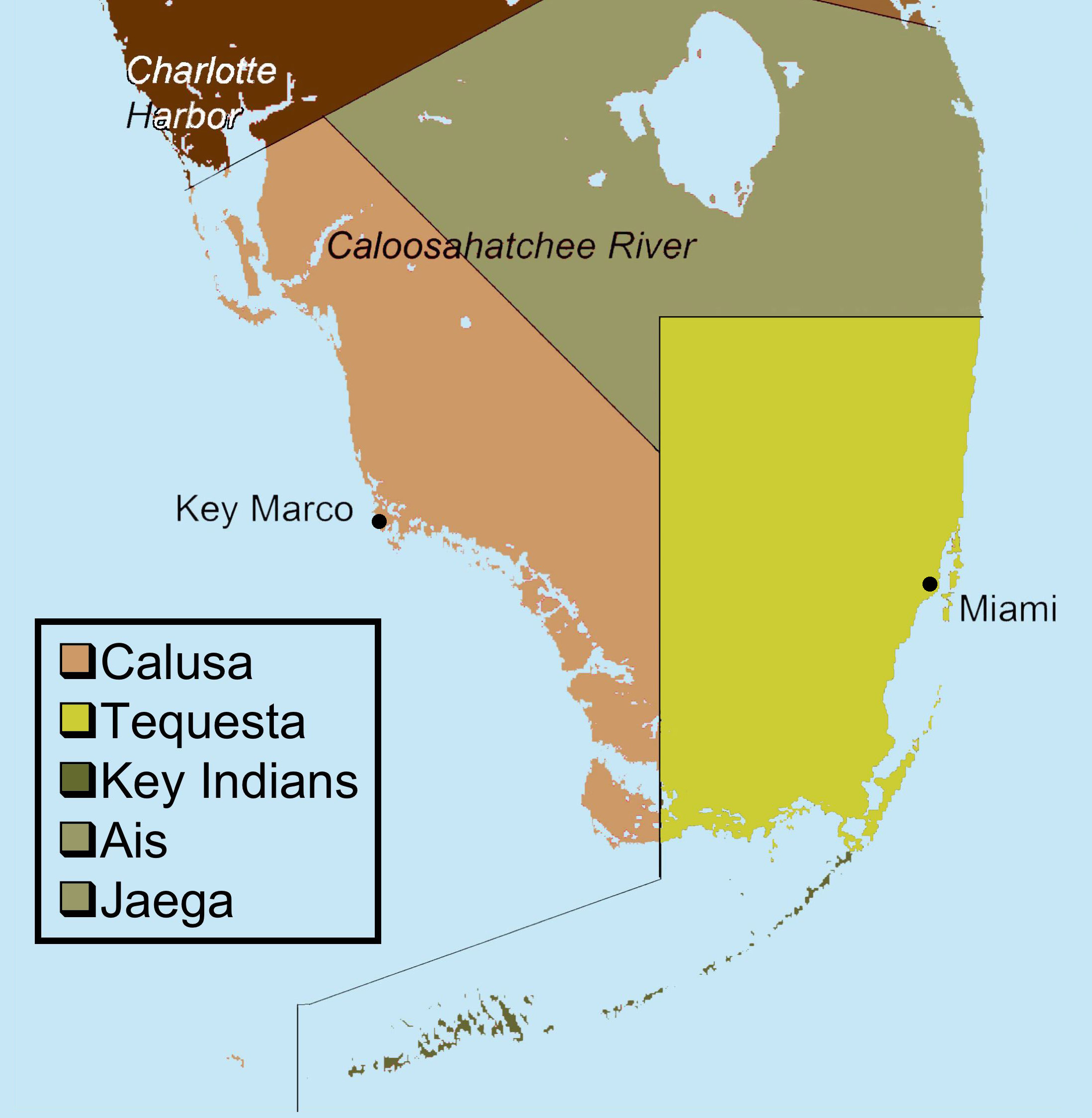
エバーグレーズ地域の中や近くに住んだ部族の考古学的領土区分、1513年から1743年

1566年以降、フロリダの住人として知られているのは、ヨーロッパ人探検家や開拓者が記録したものである。フアン・ポンセ・デ・レオンは、1513年にフロリダの先住民と最初に接触したヨーロッパ人とされている。ポンセ・デ・レオンはエイス族やテケスタ族だと考えられる部族の敵対に会い、その後フロリダ半島の南端であるセイブル岬を回って、南フロリダでは最大かつ強力な部族であるカルーサ族と出逢った。カルーサ族の少なくとも1人が流暢にスペイン語を話した。そのスペイン語を話す者はイスパニョーラ島から来たと考えられたが、人類学者は、カルーサ族とキューバやフロリダキーズに土着の人々との間の対話や交易は普通にあっていたことであり、すなわち、ポンセ・デ・レオンはフロリダの先住民と接触した最初のスペイン人ではなかった。ポンセ・デ・レオンが2回目に南フロリダを訪れた時に、カルーサ族によって殺されたので、カルーサ族は暴力的であるという評判が立ち、その後の探検者は彼らを避けるようになった。カルーサ族とスペイン人が関係を持った200年以上の間で、スペイン人の改宗させようという試みに抵抗し続けることができた。
カルーサ族はスペイン人から「カルロス族」と呼ばれており、これは「カロス」に音が近く、マスコギ語で「黒い」あるいは「強力な」を意味する「カロ」の派生語だった。カルーサ族について現在知られていることの多くは、エルナンド・デ・エスカランテ・フォンタネダが与えている。フォンタネダは1545年にフロリダ海岸沖で乗っていた船が難破したときに、唯一生き残った13歳の少年だった。カルーサ族の間で17年間生活し、その後の1566年に探検家のペドロ・メネンデス・デ・アビレスがフォンタネダを見つけた。メネンデスはフォンタネダをスペインに連れて行き、そこでフォンタネダの経験を本にした。メネンデスは将来スペインが植民地を建設するのを容易にするために、カルーサ族との関係を築いておく意図があった。酋長すなわち「カシケ」はスペイン人がカルロスと名付けた。カルーサ族社会で重要な地位にある者達は、スペインの伝統にのってカルロスやフィリップと名付けられた。しかし、フォンタネダが記していた「カシケ」のカルロスはスペインの植民地時代に最も強力な酋長だった。メネンデスはスペインとカルーサ族との間の関係を構築するためにカルロスの姉妹と結婚した。このようなことは南フロリダの人々の社会ではよくあることだった。競合する町の間の紛争を解決し、合意を取り付けるために、一夫多妻が手段として用いられた。しかし、メネンデスは既に結婚しており、この結婚には不快を表明した。結婚を避けることができないままに、カルロスの姉妹をハバナに連れて行き、そこで教育を与えた。ある証言では彼女が数年して死亡し、この結婚が成立することは無かったとしている。

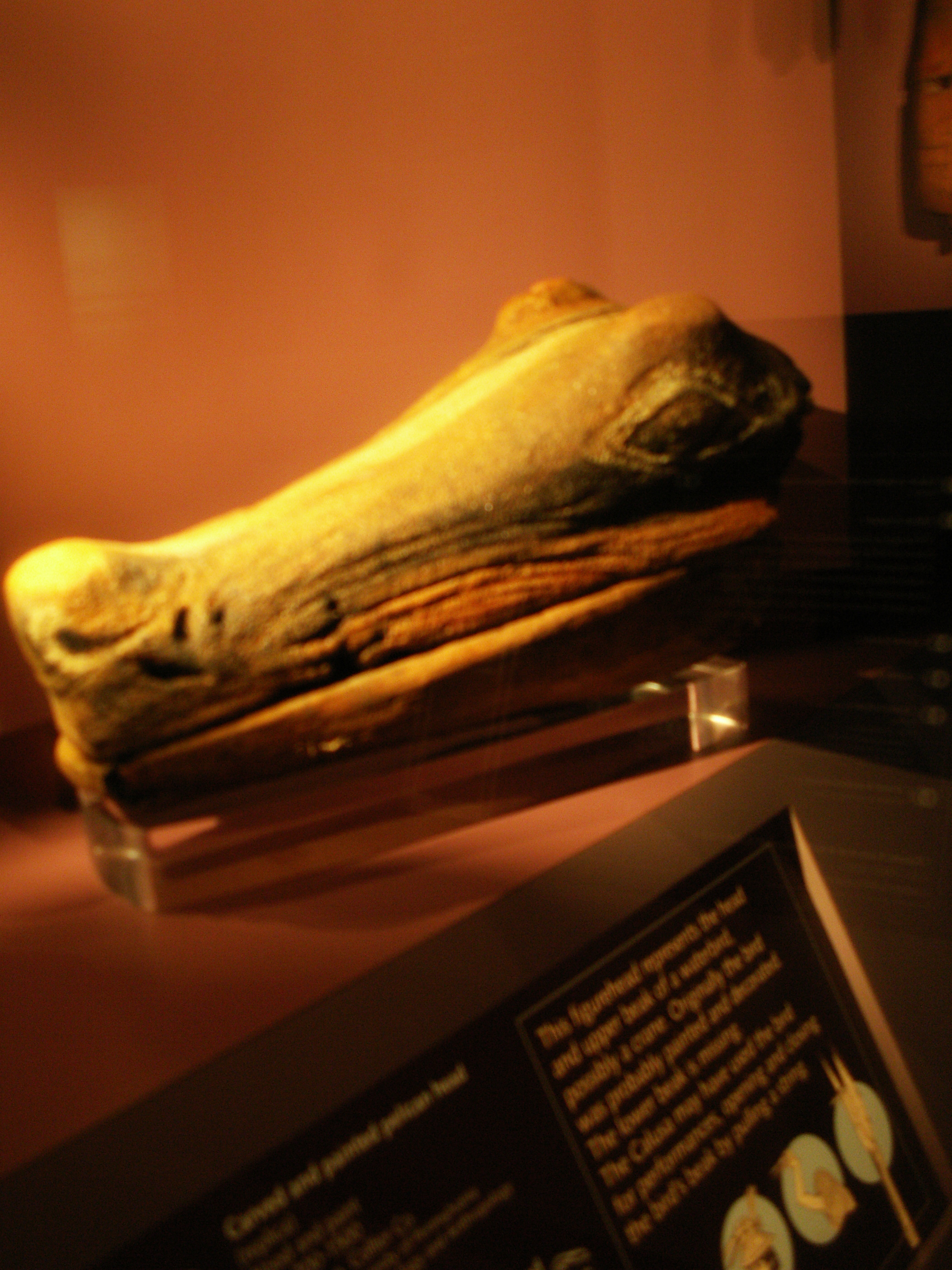
カルーサ族によるアリゲーターの頭の木彫、1895年にキーマルコ遺跡で出土、フロリダ自然史博物館に展示

フォンタネダはその1571年の備忘録で、カルロスがフロリダ西海岸、オキーチョビー湖周辺（「マヤイミ」と呼んでいた）とフロリダキーズ（「マータイアズ」と呼んでいた）にある50の村落を支配していた、と説明している。オキーチョビー湖の東に住んでいたエイスやジェイガといった小さな部族が、定期的にカルロスに対して貢物を差し出していた。スペイン人は、カルーサ族が難破船から宝物を取り出し、その大半をカルロスが受け取ると共に、エイス族やジェイガ族に金や銀を配っているのではないかと疑った。カルーサ族の主要な村と、カルロスの家は現在のマウンドキーにあるエステロ湾に接しており、カルーサハッチー川がメキシコ湾に注ぐ所だった。フォンタネダは人身御供をよくある慣習として記述している。「カシケ」の子供が死んだとき、各住民が1人の子供を生贄に差出し、「カシケ」が死んだときは、その従僕が死出の道に加わるために犠牲にされた。毎年カルーサ族の偶像を宥めるために、1人のキリスト教徒が生贄に求められた。様々な大きさと形の貝塚を建設することも、カルーサ族にとては精神的な意味合いがあった。1895年、フランク・ハミルトン・クッシングがキーマルコで大きな貝塚を発掘した。それは数百ヤードの長さがあるテラス数段で構成されていた。クッシングはカルーサ族の人工物を数多く発掘した。その中には、骨や貝殻でできた道具、土器、人骨、マスク、木製の動物の彫刻があった。
カルーサ族はその先祖と同様、狩猟採集民であり、小動物、魚、亀、アリゲーター、貝類、および様々な植物で生活していた。地域にある柔らかい石灰岩をあまり使っておらず、その道具の大半を骨や歯で作っていたが、尖らせたヨシを効果的に使っていた。武器は弓と矢、アトラトル（投槍器）、槍だった。大半の集落は河口あるいはキー諸島にあった。交通のためにカヌーを用いており、カヌーの道を遮るエバーグレーズの中や周辺にある貝塚がその証拠だった。南フロリダの部族はエバーグレーズをカヌーで通ることが多かったが、滅多にその中に住むことは無かった。キューバまでカヌーで行くことも普通に行われた。
カルーサ族の集落は1つの集落に200人以上の住人が住んでいることが多く、その社会は階層構造に組織されていた。「カシケ」とは別に、僧侶や戦士の階層があった。家族の絆が階層構造に反映され、エリートの間では兄弟姉妹間の結婚も普通にあった。フォンタネダは「これらインディアンには金も無く、銀も無く、衣服も少ない。ヤシの葉を織った腰回りの衣類を除いては裸であり、男性はそれで自身を覆っている。女性は木の上に生えるある種の葉で似たようなことをしている。この葉はウールのようであるがそれとは異なるものである」と記していた。建物についてはほんの1例のみ記されていた。カルロスが1,000人以上入る部屋と窓のある大きな家でメネンデスに会見したことだった。
スペイン人の僧侶とカルーサ族はひっきりなしに争っていたので、カルロスを制御できないことが分かった。カルロスはあるスペイン兵がクロスボウで撃って殺した。「カシケ」カルロスの死に続いて、その社会の指揮権は2人の「カシケ」に渡ったが、いずれもスペイン人に捕まって殺された。スペインが占領を始めたときのカルーサ族の推定人口は、4,000人ないし7,000人だった。その社会はカルロスの死後に力と人口を失って行った。1697年までに人口は約1,000人にまで減っていたと推計できる。18世紀初期、カルーサ族は北のヤマシー族からの攻撃に晒されるようになった。多くの者はキューバへの移動を求め、そこでおよそ200人が病気で死んだ。残った部族員の幾らかは後にフロリダに移り、最後は18世紀中に発展したセミノール族に同化された可能性がある。

## テケスタ族
南フロリダでカルーサ族に次いで力と人口があったのがテケスタ族だった（テクェステ、テゲスタなどとも呼ばれた）。彼らはフロリダ半島下部の南東部、現在のマイアミ・デイド郡やブロワード郡を占有していた。カルーサ族に支配されていた可能性もあるが、カルーサ族の「カシケ」に従うのを拒否することもあり、それが戦争に繋がったという証言がある。カルーサ族と同様、エバーグレーズの中で生活することはほとんど無かったが、海岸のプレーリーや淡水沼の東にある松の岩場は住めることが分かっていた。テケスタ族領土の北はエイス族やジェイガ族の領土に接していた。カルーサ族と同様、テケスタ族の社会は河口を中心にしていた。その主要な集落はおそらく、マイアミ川あるいはリトル川に沿ってあった。リトル川沿いにある大きな貝塚は、かつて集落があった場所を示している。テケスタ族の社会の痕跡はほとんど無いが、マイアミ・サークルと呼ばれる考古学的に重要な遺跡が、1998年にマイアミ市中心街で発見された。テケスタ族の建造物の名残である可能性がある。その重要さはまだ判断できていないが、考古学者や人類学者が研究を続けている。

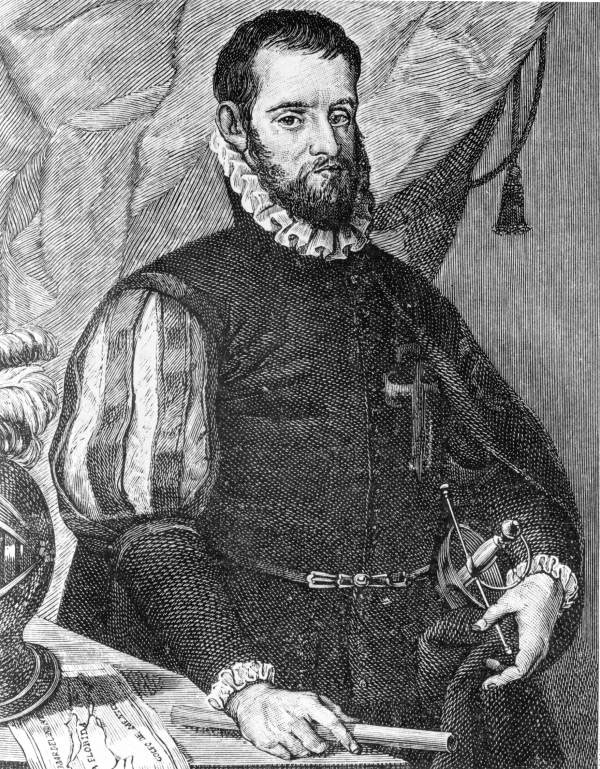
ペドロ・メネンデス・デ・アビレス、テケスタ族と友好的な関係を続けた

スペイン人はその水夫達がテケスタ族を大いに恐れていたと書いている。テケスタ族が難破船の生存者を拷問に掛けたり殺したりしたと考えていた。スペイン人僧侶は、テケスタ族が戦っていた部族と和解するときに、子供を生贄に捧げたと記している。カルーサ族と同様、テケスタ族は小動物の狩猟を行ったが、食料として植物への依存度が高く、貝類はそれほど食しなかった。濃厚栽培は行わなかった。カヌーの操作に熟練しており、フォンタネダが鯨だと言っていたものを大洋で狩ったが、おそらくそれはマナティだった。マナティを投げ網で捉え、その鼻先を引いてきた。
スペイン人との最初の接触は1513年のことだった。フアン・ポンセ・デ・レオンが「チェクシャ」あるいはビスケイン湾と呼んだ湾に立ち寄った。ポンセ・デ・レオンはテケスタ族に歓迎されないことが分かると、そこを離れてカルーサ族との接触に向かった。メネンデス・デ・アビレスは1565年にテケスタ族と出逢い、彼らと友好的な関係を続け、家屋数軒を建て、伝道所を設置した。酋長の甥をハバナに連れて行って教育を受けさせ、酋長の兄弟はスペインに連れて行った。メネンデスが訪れた後、テケスタに関する記録はほとんど残されていない。1673年に彼らに関して言及されたものがあり、さらにスペイン人が接触して改宗させたものだった。テケスタ族が存続していた間に最後に現れるのは、1743年にスペイン人僧侶のアラーニャ神父が書いたものであり、別の部族から攻撃を受け続けていると記されていた。その生存者は僅か30人になり、スペイン人がハバナに連れて行った。1770年、イギリスの測量士が、テケスタ族が住んでいた地域の多くの集落跡について記していた。考古学者のジョン・ゴッギンが、1820年にヨーロッパ系アメリカ人がこの地域に入植してきた時までに、テケスタ族の残塊はすべてセミノール族に同化されていたと示唆した。1820年にフロリダにいたインディアンに関する記述は、「セミノール族」のみと同定されるものである。

## セミノール族 / ミコースキー族

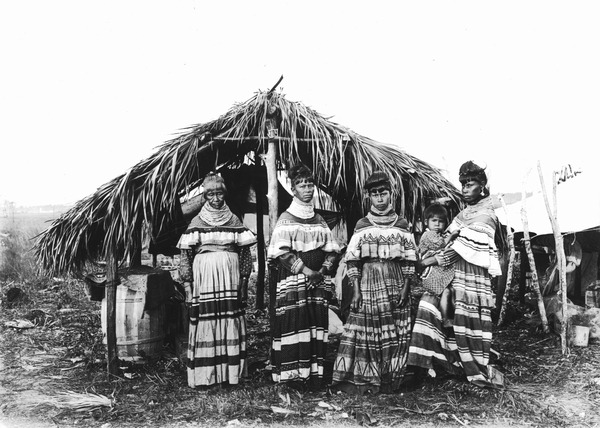
サイプレス・タイガーのセミノール族家族、1916年

カルーサ族とテケスタ族が消失した後、南フロリダのインディアンは1740年代に「スペイン系インディアン」と呼ばれていた。これはおそらくスペインとの良好な関係を築いていたためである。1763年にスペインが七年戦争に敗北し、1783年にアメリカ独立戦争が終結したその間は、イギリスがフロリダを支配していた。「セミノール」という言葉が初めて使われたのは、イギリスのインディアン代理人が1771年付けの文書で記録したものだった。この部族の始まりはぼんやりとしているが、記録に拠れば、クリーク族がフロリダ半島に侵入し、先コロンブス期の社会から残っていた者を征服し、同化して、クリーク連邦の中に組み入れたことを示している。その文化が混合したことは現在のセミノール族の中にある言語的な影響力の中に顕著である。様々なマスコギ語族の言語、特にヒチティ語、クリーク語、さらにティムクア語が残っている。19世紀初期、アメリカ合衆国のインディアン代理人が、セミノール族のことを次の要領で説明している。「セミノールという言葉は、逃亡あるいは断絶を意味している。かくして...フロリダ準州の全てのインディアンに適用される。彼らの全てが...クリーク族からの逃亡者だからである」言語学的に、「セミノール」という言葉は、クリーク語の「スア」（太陽神）、「マ」（母、ただしこの使い方では蔑称の意味がある）、「オル」（人々）を合わせたものであり、「太陽神が愛さない人々」あるいは「呪われた」を意味している。

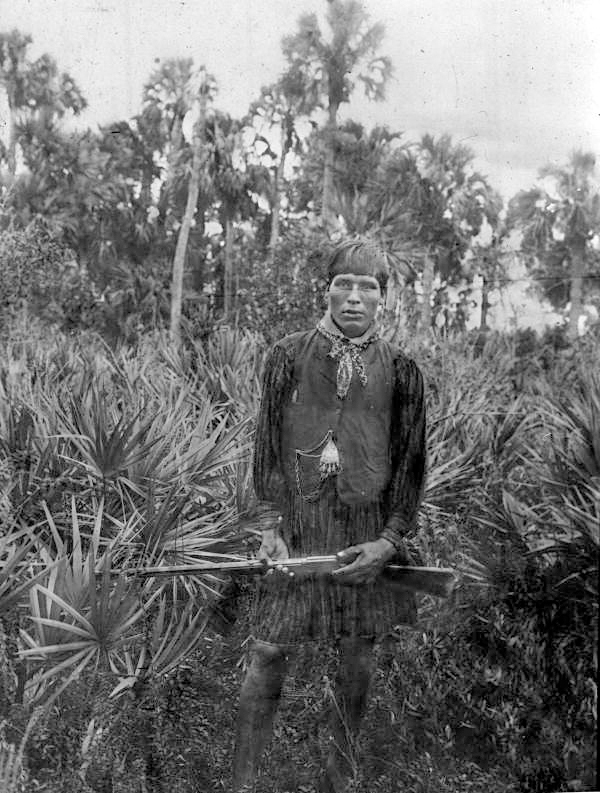
チャーリー・サイプレスのようなセミノール族は、エバーグレーズを住処にした、写真は1900年

現在のアラバマ州とジョージア州を中心にしていたクリーク族は、征服した部族を自部族の中に取り込んでいったことで知られていた。サウスカロライナ州やジョージア州で奴隷制度から逃亡してきたアフリカ人がフロリダに逃げてきていた。彼らはスペインがカトリックに改宗すれば自由を与えると約束していたことに惹かれ、セミノール族に入る道を選んだ。セミノール族は当初フロリダの北部に入植していたが、1823年のムールトリー・クリークの条約によって、オキーチョビー湖の北にあるインディアン居留地、広さでは500万エーカー (20,000 km2) に住むことを強いられた。彼らは間もなく南に進出し、エバーグレーズ地域では人口約300人となった。その中には異なる言語を話す類似した部族であるミコースキー族のバンドがおり、ビッグサイプレスに住んでいた。カルーサ族やテケスタ族とは異なり、セミノール族は農業に多く依存し、家畜を育ててもいた。食べるためのものを狩猟し、ヨーロッパ系アメリカ人と交易した。側面を開放し屋根をヤシの葉で葺いたチッキーと呼ぶ家に住んだが、恐らくこれはカルーサ族から受け継いだものだった。
1817年、アンドリュー・ジャクソン将軍がフロリダを侵略しアメリカ合衆国への併合を急がせた。これが第一次セミノール戦争となった。フロリダがアメリカ合衆国の領土となると、開拓地が増加し、開拓者とセミノール族との間の紛争が頻繁になった。第二次セミノール戦争（1835年-1842年）の結果、フロリダにいた4,000人のセミノール族の大半が移住させられるか、殺されるかした。セミノール戦争の結果、インディアンはさらに南に押し込まれ、エバーグレーズに行くことになった。エバーグレーズを逃げ場としなかったインディアンはインディアン移住法の下に、現在のオクラホマ州にあったインディアン準州に移住させられた。
第三次セミノール戦争は1855年から1859年まで続いた。その間に20人のセミノール族が殺され、240人が移住させられた。1913年までにエバーグレーズのセミノール族は325人に過ぎなくなっていた。川の中あるいは松の岩場森林に形成された硬木の島である硬木叢林の中にその集落を作った。セミノール族の食料はひき割りトウモロコシ、ザミアの根、魚、亀、鹿、小動物だった。集落は、叢林の大きさが限られていたために大きくなく、平均して1エーカー (4,000 m2) から10エーカー (40,000 m2) の間だった。集落の中心に料理小屋があり、最大の構造物が食事のために取っておかれた。セミノール族が北フロリダに住んでいたとき、クリーク族の先祖に似た動物の革でできた衣服を着ていた。エバーグレーズは暑く湿気ているので、異なるスタイルの衣服をまとうように適応した。重いバックスキンの服に代わって、軽い綿布でできたキャラコのパッチワークであったり、よりフォーマルな場合には絹でできた衣類を着用した。
セミノール戦争の結果、エバーグレーズのアメリカ軍の兵力を増し、それまで記録されていなかった多くの地域の探検が進んで、地図化もされた。エバーグレーズの地図化や海図作成を行った軍隊の士官に、1848年トマス・バッキンガム・スミスが接触して、農業用途のためにエバーグレーズ地域を排水することの可能性について相談した。

### 現代
第三次セミノール戦争が終わってから1930年まで、エバーグレーズ地域では数百人のセミノール族が比較的孤立した形で住み続けていた。20世紀初期にこの地域の洪水制御と排水プロジェクトが始まり、多くの土地を開発できるものに変え、自然環境を大きく変化させた。ある地域は浸水させたままであり、一方で元の湿地を乾燥させて耕作可能にした。これらのプロジェクトは、1930年にエバーグレーズ地域を二分したタミアミ・トレイルの完成と共に、古い生活様式を終わらせ、新しい機会を導入させた。白人の開発者と観光客が着実に地域に入って来るようになり、インディアンは土地の農場、牧場、土産物店で働き始めた。彼らはエバーグレーズの町のために土地を開墾し、干ばつの間にエバーグレーズ国立公園に野火が発生したときには、「アメリカ合衆国国立公園局が採用できた最良の消防士」にもなった。
南フロリダの都市圏が成長を始めると、セミノール族のミコースキー支族がエバーグレーズと密接に関わるようになり、プライバシーを求めながら、アリゲーターと戦ったり、工芸品を売ったり、その土地のエコツアーのガイドとなったりして、観光客を誘致する役割を務めた。2008年時点で、フロリダ州の全体にセミノール族とミコースキー族の居留地が6か所あり、カジノを運営して、その部族の生活を支えている。